# モンスターストライク THE MOVIE はじまりの場所へ
『モンスターストライク THE MOVIE はじまりの場所へ』（モンスターストライク ザ ムービー はじまりのばしょへ）は、2016年12月10日に公開された日本のアニメーション映画。全国映画動員ランキングで初登場1位を獲得するヒットとなった。

## 概要
アニメ「モンスターストライク」の第1期第2章の後日談で、モンストが開発段階だった頃の日本を舞台にしたレンたちの過去を中心に描かれる。特報映像ではアプリ版に登場するモンスターのアーサーが登場する。小学生時代のキャストの一部はWebアニメ版と同様。
土日2日間で動員約40万人、興収4億4000万を記録するロケットスタートで、まだ公開3週目の『ファンタスティック・ビーストと魔法使いの旅』を抑えての1位という快挙を成し遂げた。
キャッチコピーは「モンスト、映画化。」、「遠くへ行くほど、僕らは近づいた。」、「いつだって、僕らは仲間だった。」「そのオーロラは、災いの序章だった。」「誰と一緒に泣きますか。」。
脚本家は「僕だけがいない街」「ハイキュー!!」などで評価が高い岸本卓。岸本は脚本執筆にあたり「『グーニーズ』のような冒険を意識した」と語り、「導入は『グーニーズ』なんですけど、劇中には『スタンド・バイ・ミー』のような要素も含まれてます」と明かした。ストーリー構成はゲーム「428 〜封鎖された渋谷で〜」などで高評価されたイシイジロウ、モンストアニメ第1期でシリーズ構成と全話脚本を手掛け、アニメシリーズ「妖怪ウォッチ」のTV版と映画版を手掛けた加藤陽一といった豪華クリエイター陣が集結。声優も主人公役の坂本真綾を筆頭に、多彩な活躍で知られる水樹奈々、山寺宏一、そして名優・北大路欣也といった豪華キャストの起用が実現した。
「モンストを知らない人からの満足の評価もかなり多かった。その理由は、とりもなおさずアニメのクオリティーの高さ、そして、誰しもが共感してしまうストーリーにあるのは間違いない」などと高評価であった。

## アプリ内連動イベント
本作が公開される劇場ではモンストの年末年始イベント「モンストカウントダウン'16→'17キャンペーン」の一環として、公開日から同年12月25日まで劇場版連動のプレミアムガチャが無料で引ける「オラ玉」がプレゼントされ、更に劇場でのエリアクエストとして、ゲノムの降臨クエストが先行プレイできる（どちらも端末のGPS設定がされている必要がある）キャンペーンが行われた。なお、公開初日と11日の二日間はオラ玉が10個プレゼントされ、12日以降は1個プレゼントされた。また、入場者プレゼントとして劇場版で登場するモンスターが描かれた「開運カード」と呼ばれるトレーディングカード（1パックにつき1枚ランダムで封入）が数量限定で配布された。
初日と11日の全国観客動員数ランキングでは1位を獲得し、それを記念して翌週の17日と18日にオラ玉が3個獲得でき、劇場限定のエリアクエストで新たにドゥームからカルマまでの闘神が登場する超絶クエストが登場するキャンペーンが緊急開催された。

## ストーリー
モンストグランプリに向けてモンストコロシアムで太陽たちとバトルしていたレンたちだったが、その帰りに明が突然チームの脱退を言い出してしまう。その直後にモンスター召喚システムが突如作動し、エポカとそれを追うゲノムが現れる。レンたちのモンスターを次々と倒したゲノムはエポカを使って時空の彼方に飛び込み、ゲノムを止めようとした明もそれに巻き込まれる。飛ばされたのは4年前の世界。モンストが開発段階だった頃の時代だった。その時代で「モンスト」の開発に協力する小学生、焔レン（ほむら レン）と3人のチームメイトはある日とある研究所で、現実世界にいるはずのないドラゴンを目撃する。大人たちの陰謀から逃れ、旅に出る少年たち。その目的地は、考古学者であるレンの父が失踪した場所でもあった。父の背中を追い求めるレンは、仲間とぶつかりながら、自分が一人ではないことに気づきはじめる。はじまりの場所へたどりつくとき、 すべての謎が明かされる。

## 沿革
2016年7月23日 - 同日に配信されたアニメ第33話のラストで龍馬の獣神化発表と同時に特報映像が公開され、公開日も発表された。
2016年7月30日 - 本作のプレスシートが映画館で配布された。表面はシールになっており、剥がすことで内容が分かる仕様になっている。
2016年10月1日 - 本作の前売り券が発売開始。
2016年10月6日 - 小学生時代のレンの声を坂本真綾、小学生時代の春馬の声を村中知が担当することが発表された。
2016年10月14日 - 追加キャストが発表され、アーサー役に水樹奈々、ゲノム役に山寺宏一が担当することが発表された。
2016年10月20日 - 本作の正式タイトルと主題歌としてナオト・インティライミの楽曲「夢のありか」が起用されたことと、特報第2弾が公開された。
2016年10月22日 - 同日に配信されたアニメ第45話のラストで特報第2弾のロングバージョンが公開された。
2017年4月19日 - DVDとブルーレイが発売され、レンタルも同時に開始された。それに先行してデジタルセル版が3月8日にiTunesで、3月19日にGoogle Playなどの動画配信サービスで配信開始。

## タイアップ
築地銀だこ
11月12日より登場人物がデザインされた箱入りたこ焼き「オリジナルBOX入りモンストだんらんパック」が発売。また、同日より12月4日までTwitterで出演声優のサイン入り映画ポスター、3DS版ソフト、劇場鑑賞券が当たるプレゼントキャンペーンが行われた。
ローソン
11月1日より「からあげクン クィバター味（北海道バター醤油）」が限定販売され、各店舗でオラゴンを模したプラスチック製の爪楊枝が先着順に配布された。本商品の売り上げ個数に応じてアプリ版の特典がパワーアップされ、購入するとレジでアプリ版のレアモンスター獲得時の音声が鳴る。ローソンプリントではモンストアニメの名場面やモンスターのイラストを元にしたブロマイドやカレンダーが販売された。
自遊空間
店舗内のパソコンに本作のキービジュアルが登場し、一部店舗ではキービジュアルポスターが掲示された。また、公式サイトにおいて劇場鑑賞券が当たるプレゼントキャンペーンが行われた。
楽天ブックス
12月2日出荷分からサンタ姿のオラゴンとレッドリドラがデザインされた特製の段ボールを10万箱分ランダムで配送、その中から250名に劇場鑑賞券が同梱された。

## 登場モンスター
伝説の赤竜 オルタナティブドラゴン(☆6)
声 - 福島潤
円卓の聖騎士アーサー(☆6)
声 - 水樹奈々
ベータ版のモンストで最強のパワーを誇るモンスター。アカシャの襲撃に際して明のスマホに一時的に格納された。特報映像でも登場する。
聖告の大天使ガブリエル(☆6)
声 - 日高里菜
福音ノ聖者天草四郎時貞(☆6)
声 - 大地葉
火之夜藝速男神カグツチ(☆6)
声 - 内匠靖明
時の番人エポカ(☆5)
声 - 水瀬いのり
冒頭に登場。
リヴァイアサン(☆4)
悪意より出でし者ゲノム(☆6)
声 - 山寺宏一
紫色のピエロの様な姿をしたモンスター。エポカの能力を使って4年前の世界に現れ、研究員に変装してアカシャの封印を解いた。
闇の闘神 アカシャ(☆5)
声 - 飯島肇
フロッギー(☆4)
ベータ版のモンストの敵モンスターとして登場。レンのレッドリドラに倒される。
アグナムート(☆6)

スサノオ(☆6)

ハンターキング(☆6)

ストライク(☆6)

ワールド(☆6)

## 登場人物
石橋 健太郎（いしはし けんたろう）
声 - 北大路欣也

## スタッフ
- 監督：江崎慎平[13][7][4]
- 脚本：岸本卓
- ストーリー構成：イシイジロウ、加藤陽一
- 監修：多留幸祐、照内大丈
- 主題歌：ナオト・インティライミ「夢のありか」（ユニバーサルシグマ）
- キャラクターデザイン原案：岩元辰郎
- モンスターデザイン原案：近藤雅之
- キャラクターデザイン・総作画監督：金子志津枝
- 美術監督：加藤浩、坂上裕文
- 美術設定：加藤浩、米川信悟
- 色彩設計：大西峰代
- メカ・プロップデザイン・CG演出：川原智弘
- 撮影監督：野村竜矢
- 編集：長谷川舞
- 音楽：MONACA
- 音響監督：明田川仁
- 監督助手：大峰輝之
- プロデューサー：平澤直
- アニメーションプロデューサー：里見哲朗
- 配給：ワーナー・ブラザース映画
- 制作：ライデンフィルム、ウルトラスーパーピクチャーズ、XFLAG PICTURES
- 製作：XFLAG

## ネット配信
一回目は第二作「ソラノカナタ」公開に併せてYouTubeモンストアニメ公式チャンネルで2018年9月30日21:00から同年10月16日11:59まで無料配信され、アプリ版でも映画連動ガチャが復刻開催された。
二回目は第三作「ルシファー 絶望の夜明け」公開に併せてYouTubeモンストアニメ公式チャンネルで2020年10月29日16:30から同年11月9日11:59まで無料配信。なお本編映像では開始直後のワーナー・ブラザースのロゴ映像がカットされ、本編終了後に「ルシファー 絶望の夜明け」の劇場予告映像が流れた。